# Ладце
Ладце (слч. Ladce) насељено је мјесто са административним статусом сеоске општине (слч. obec) у округу Илава, у Тренчинском крају, Словачка Република.

## Становништво
| Година:    | 1994. | 2004.   | 2014.   | 2024.   |
| ---------- | ----- | ------- | ------- | ------- |
| Број људи: | 2605  | 2561    | 2648    | 2462    |
| Разлика:   |       | -1,68 % | +3,39 % | -7,02 % |

| Година:    | 2023. | 2024.   |
| ---------- | ----- | ------- |
| Број људи: | 2482  | 2462    |
| Разлика:   |       | -0,80 % |

Према подацима о броју становника из 2023. године насеље је имало 2.482 становника.